# Saint-Jeure-d'Ay
Saint-Jeure-d'Ay est une commune française située dans le département de l'Ardèche, en région Auvergne-Rhône-Alpes.
Ses habitants sont appelés les Saint-Jeure-d'Ois,.
Son club de football, l'Etoile Sportive Saint-Jeure-d'Ay Marsan, remporte le graal Drôme-Ardèche à trois reprises : Coupes René Giraud 2001, 2002 et 2022.

## Géographie

### Situation et description

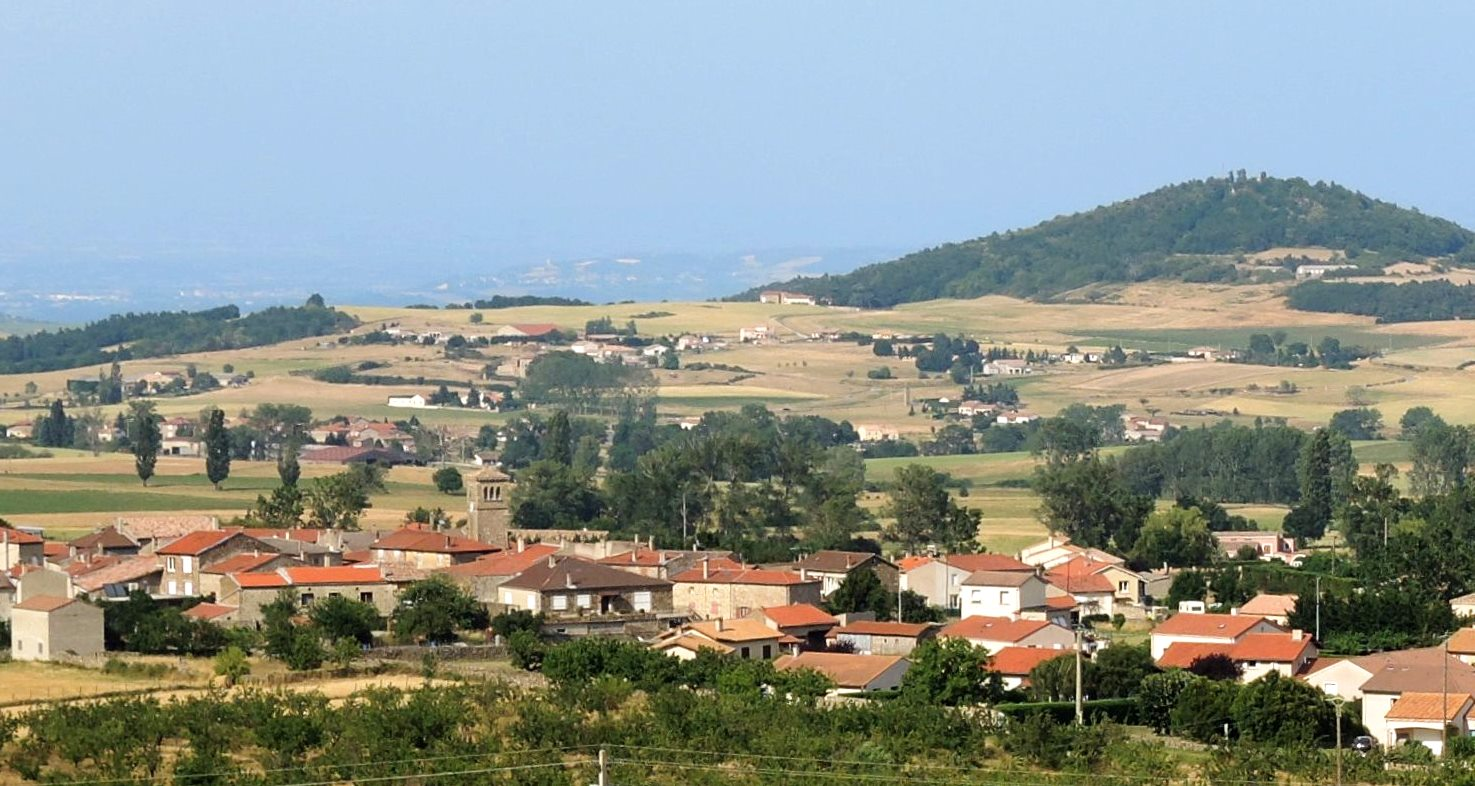
Saint-Jeure-d'Ay et son plateau, vu de la ferme de Junon. Au fond, le relief boisé du Montbard.

Saint-Jeure-d'Ay est une commune du nord de l'Ardèche, située dans le canton de Satillieu. Son altitude varie de 336 à 552 m. La commune a une superficie modeste de 6,9 km2 et une population de 483 habitants en 2011.
Son territoire s'étend sur les surfaces vallonnées d'un plateau, entre la rivière d'Ay et le ruisseau d'Ozon. La terre s'y prête remarquablement bien à la culture des céréales.

### Communes limitrophes
Saint-Jeure-d'Ay est limitrophe de cinq communes, toutes situées dans le département de l'Ardèche et réparties géographiquement de la manière suivante :

### Climat
Pour des articles plus généraux, voir Climat d'Auvergne-Rhône-Alpes et Climat de l'Ardèche.
En 2010, le climat de la commune est de type climat du Bassin du Sud-Ouest, selon une étude du CNRS s'appuyant sur une série de données couvrant la période 1971-2000. En 2020, Météo-France publie une typologie des climats de la France métropolitaine dans laquelle la commune est dans une zone de transition entre le climat de montagne et le climat méditerranéen et est dans la région climatique Moyenne vallée du Rhône, caractérisée par un bon ensoleillement en été (fraction d’insolation > 60 %), une forte amplitude thermique annuelle (4 à 20 °C), un air sec en toutes saisons, orageux en été, des vents forts (mistral), une pluviométrie élevée en automne (250 à 300 mm).
Pour la période 1971-2000, la température annuelle moyenne est de 11,1 °C, avec une amplitude thermique annuelle de 17,1 °C. Le cumul annuel moyen de précipitations est de 909 mm, avec 8,3 jours de précipitations en janvier et 5,8 jours en juillet. Pour la période 1991-2020, la température moyenne annuelle observée sur la station météorologique de Météo-France la plus proche, « Préaux Sa », sur la commune de Préaux à 3 km à vol d'oiseau, est de 12,0 °C et le cumul annuel moyen de précipitations est de 869,8 mm,. Pour l'avenir, les paramètres climatiques de la commune estimés pour 2050 selon différents scénarios d'émission de gaz à effet de serre sont consultables sur un site dédié publié par Météo-France en novembre 2022.

### Hydrographie
Le territoire communal est bordé par l'Ay, un affluent direct du Rhône.

### Toponymie
Saint-Jeure (Sanctus-Jurius) est sans doute une déformation orale de Saint-Georges. Le village a autrefois été nommé Saint-Jeure-les-Quintenas, puis Fontaine d'Ay à la Révolution.

## Urbanisme

### Typologie
Au 1er janvier 2024, Saint-Jeure-d'Ay est catégorisée commune rurale à habitat dispersé, selon la nouvelle grille communale de densité à 7 niveaux définie par l'Insee en 2022.
Elle est située hors unité urbaine. Par ailleurs la commune fait partie de l'aire d'attraction d'Annonay, dont elle est une commune de la couronne,. Cette aire, qui regroupe 37 communes, est catégorisée dans les aires de 50 000 à moins de 200 000 habitants,.

### Occupation des sols
L'occupation des sols de la commune, telle qu'elle ressort de la base de données européenne d’occupation biophysique des sols Corine Land Cover (CLC), est marquée par l'importance des territoires agricoles (77,8 % en 2018), en diminution par rapport à 1990 (83 %). La répartition détaillée en 2018 est la suivante : zones agricoles hétérogènes (63,7 %), forêts (17 %), prairies (14,1 %), zones urbanisées (5,2 %).
L'évolution de l’occupation des sols de la commune et de ses infrastructures peut être observée sur les différentes représentations cartographiques du territoire : la carte de Cassini (XVIIIe siècle), la carte d'état-major (1820-1866) et les cartes ou photos aériennes de l'IGN pour la période actuelle (1950 à aujourd'hui).

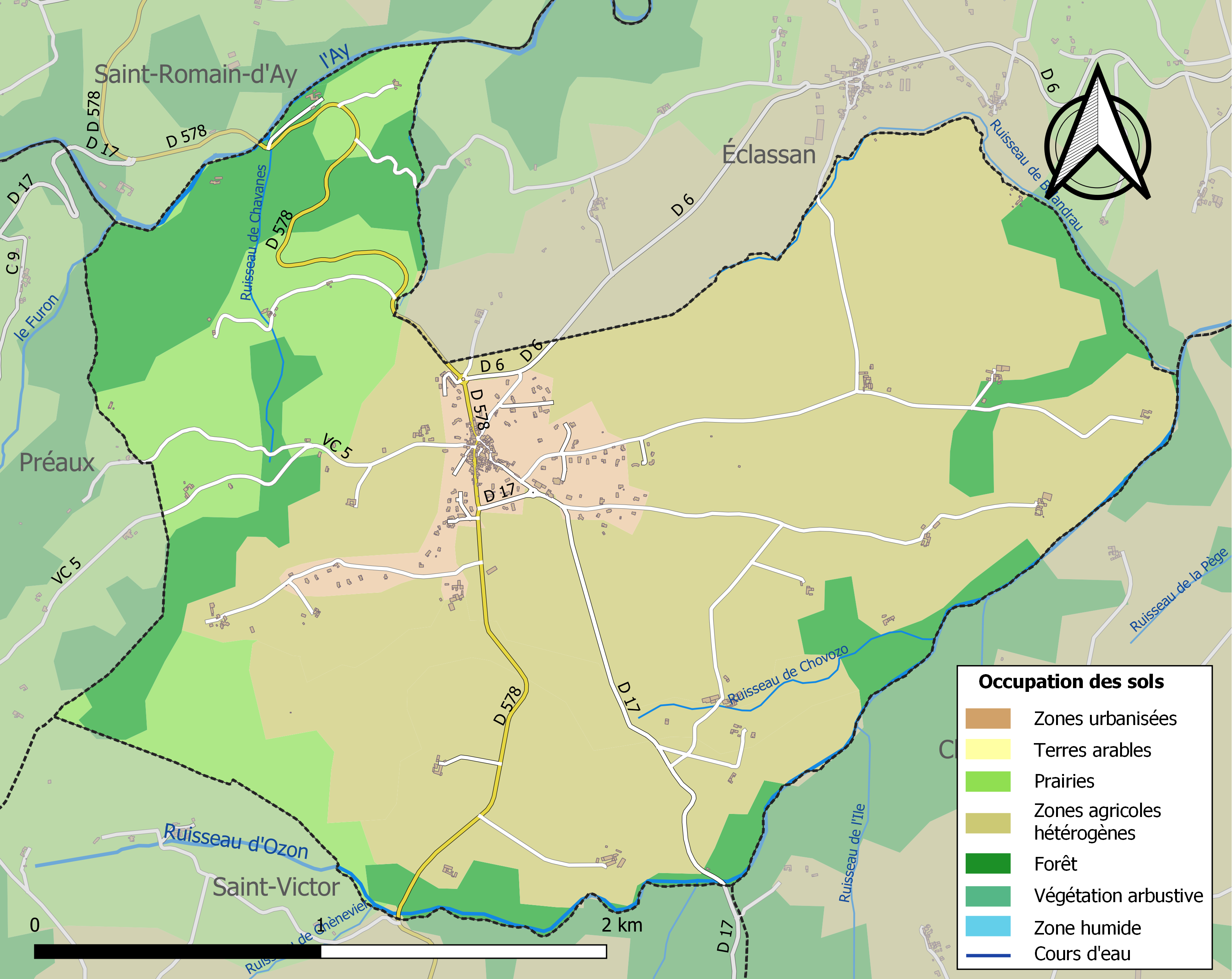
Carte des infrastructures et de l'occupation des sols de la commune en 2018 (CLC).

### Risques naturels

#### Risques sismiques
Selon son PLU, la totalité du territoire de la commune du Saint-Jeure-d'Ay est situé en zone de sismicité n°3, comme la plupart des communes situées dans cette partie du département, les communes du plateau et de la montagne ardéchoise, situées plus à l'ouest, sont en zone de sismicité n° 2.
| Type de zone | Niveau            | Définitions (bâtiment à risque normal) |
| ------------ | ----------------- | -------------------------------------- |
| Zone 3       | Sismicité modérée | accélération = 1,1 m/s2                |

## Histoire

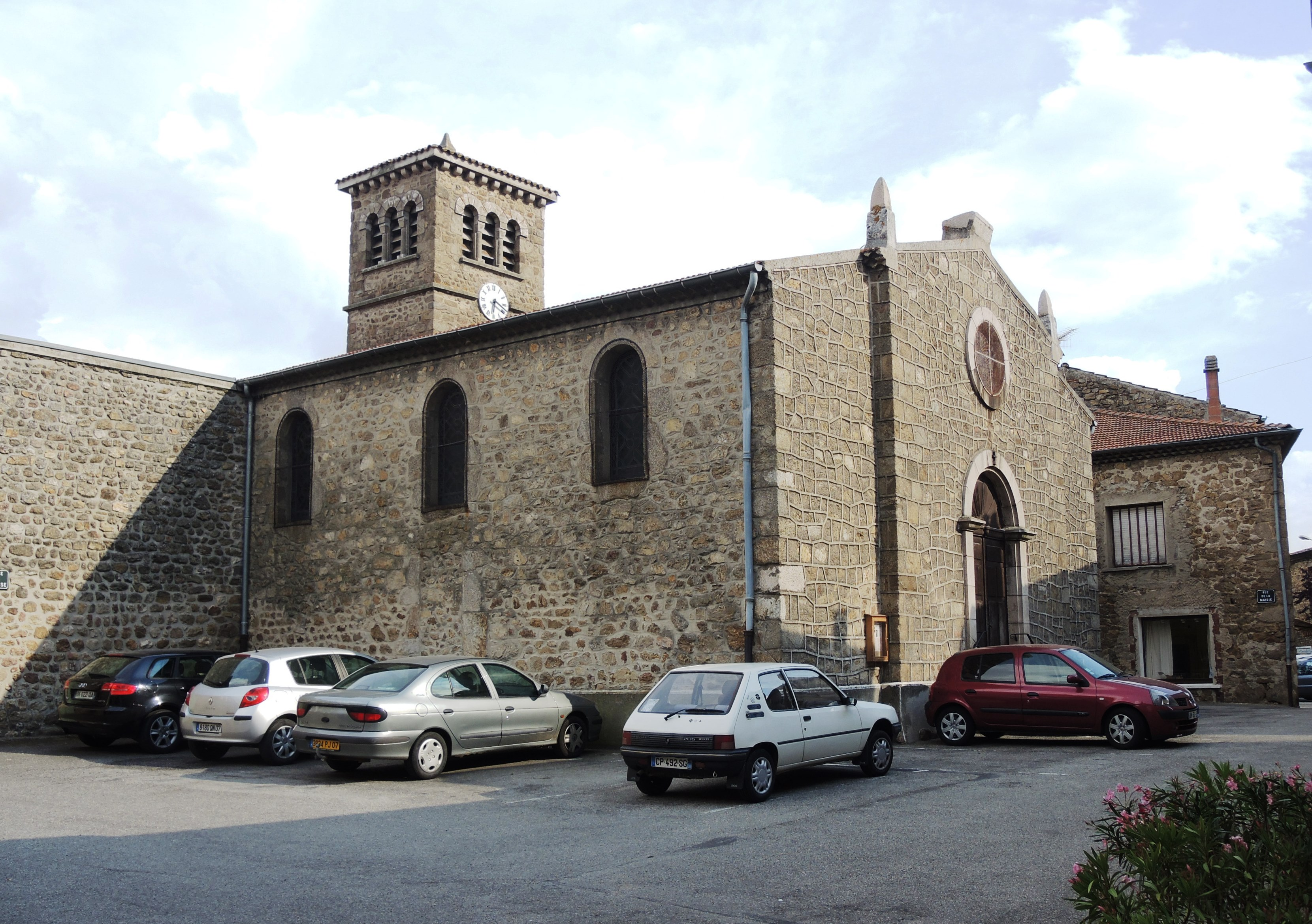
L'église a perdu ses fortifications, mais ses restaurations lui ont conservé un certain style roman.

Les faits historiques les plus anciens remontent au XIVe siècle : les habitants du village ont alors obtenu l'autorisation de fortifier leur église pour préserver leurs personnes et leurs biens des bandes de pillards. Auparavant, les villageois se rendaient au château de Seray (commune de Préaux) ou d’Étables pour s'y réfugier. Malgré tout, pendant les guerres de Religion, en 1574, des protestants commandés par le capitaine Clavel arrivèrent à rentrer dans l'église. Ils pillèrent son contenu et tuèrent la trentaine d'hommes qui s'y étaient réfugiés et qui constituaient la majorité des chefs de famille du village. Ils brûlèrent l'église et emmenèrent aussi les quatre cloches dans leur base de Bozas.
En 1800, la population approchait les 400 habitants. Les hauts et les bas de l'activité agricole l'ont fait monter en 1873 jusqu'à 523 habitants et tomber progressivement à 299 en 1968.
Pendant ces dernières décennies, le site de Saint-Jeure semble avoir été apprécié comme cadre de vie, puisque sa population est maintenant remontée à 483 habitants en 2011. Les nouveaux habitants ont souvent des liens familiaux ou des terrains sur la commune. La plupart travaillent dans le bassin d'Annonay ou dans la vallée du Rhône. Mais l'agriculture demeure toujours un secteur actif.
On trouve au village deux commerces, deux écoles, un restaurant, une bibliothèque, des courts de tennis, un terrain de boules, un terrain de foot, une salle des fêtes. Cette dernière a été réalisée avec l'aide du Comité des Fêtes, qui a aussi réussi à fédérer les associations pour l'organisation, depuis 2002, du Festival rock des Singes Heureux.

## Politique et administration

### Liste des maires
| Période                                  | Période                   | Identité         | Étiquette | Qualité                                                                      |
| ---------------------------------------- | ------------------------- | ---------------- | --------- | ---------------------------------------------------------------------------- |
| Les données manquantes sont à compléter. |                           |                  |           |                                                                              |
|                                          |                           | Pierre Besson    | UDR       | Officier                                                                     |
| mars 2001                                | En cours (au 6 août 2020) | Brigitte Martin, | DVD       | Aide soignante Présidente de la communauté de communes du Val d'Ay (en 2014) |

### Équipements et services publics
- deux écoles primaires
- une bibliothèque
- un stade de football
- deux courts de tennis
- un boulodrome
- dans le cadre du canton de Satillieu, un réseau de promenades

## Population et société

### Démographie
L'évolution du nombre d'habitants est connue à travers les recensements de la population effectués dans la commune depuis 1793. Pour les communes de moins de 10 000 habitants, une enquête de recensement portant sur toute la population est réalisée tous les cinq ans, les populations de référence des années intermédiaires étant quant à elles estimées par interpolation ou extrapolation. Pour la commune, le premier recensement exhaustif entrant dans le cadre du nouveau dispositif a été réalisé en 2008.

En 2022, la commune comptait 497 habitants, en évolution de +3,54 % par rapport à 2016 (Ardèche : +2,48 %, France hors Mayotte : +2,11 %).
| 1793 | 1800 | 1806 | 1821 | 1831 | 1836 | 1841 | 1846 | 1851 |
| ---- | ---- | ---- | ---- | ---- | ---- | ---- | ---- | ---- |
| 342  | 325  | 400  | 313  | 431  | 482  | 468  | 469  | 510  |

| 1856 | 1861 | 1866 | 1872 | 1876 | 1881 | 1886 | 1891 | 1896 |
| ---- | ---- | ---- | ---- | ---- | ---- | ---- | ---- | ---- |
| 465  | 488  | 477  | 512  | 523  | 505  | 503  | 471  | 489  |

| 1901 | 1906 | 1911 | 1921 | 1926 | 1931 | 1936 | 1946 | 1954 |
| ---- | ---- | ---- | ---- | ---- | ---- | ---- | ---- | ---- |
| 445  | 450  | 417  | 356  | 342  | 344  | 358  | 339  | 298  |

| 1962 | 1968 | 1975 | 1982 | 1990 | 1999 | 2006 | 2008 | 2013 |
| ---- | ---- | ---- | ---- | ---- | ---- | ---- | ---- | ---- |
| 300  | 299  | 304  | 349  | 370  | 380  | 430  | 444  | 477  |

| 2018 | 2022 | - | - | - | - | - | - | - |
| ---- | ---- | - | - | - | - | - | - | - |
| 478  | 497  | - | - | - | - | - | - | - |

En 1800, la population approchait les 400 habitants. Les hauts et les bas de l'activité agricole l'ont fait monter en 1873 jusqu'à 523 habitants et tomber progressivement à 299 en 1968. Pendant ces dernières décennies, la construction de villas a fait remonter la population à 483 habitants en 2011.

### Enseignement
La commune est rattachée à l'académie de Grenoble.

### Médias
La commune est située dans la zone de distribution de deux organes de la presse écrite :
- L'Hebdo de l'Ardèche, journal hebdomadaire français basé à Valence et diffusé à Privas depuis 1999. Il couvre l'actualité de tout le département de l'Ardèche ;
- Le Dauphiné libéré, journal quotidien de la presse écrite française régionale distribué dans la plupart des départements de l'ancienne région Rhône-Alpes, notamment l'Ardèche. La commune est située dans la zone d'édition d'Annonay - Nord Ardèche.

## Économie

### Agriculture

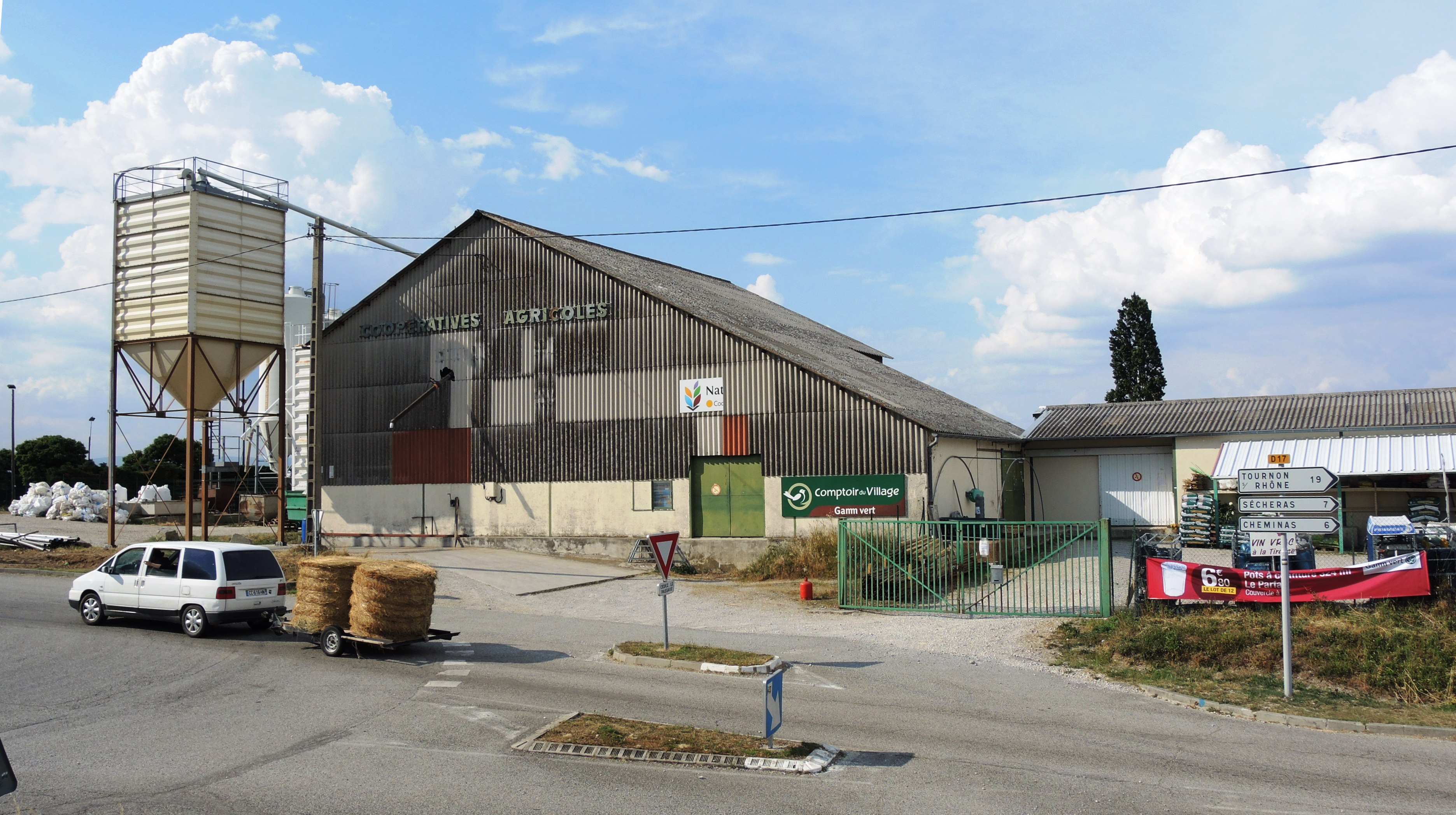
La coopérative a été créée en 1967.

Le plateau de Saint-Jeure offre une excellente terre pour la culture des céréales : blé, maïs, colza… Pour le fourrage en ensilage, deux coupes sont parfois possibles dans l'année. Cela a déterminé l'implantation d'une coopérative en 1967. Elle assure aussi la vente de fournitures aux agriculteurs. En 1990, un lac d'irrigation a été créé sur l'Ozon aux Meinettes. La bonne tenue de l'agriculture fait qu'aucune terre ne connaît l'abandon. En 2014, deux agriculteurs étaient domiciliés sur la commune : un éleveur de bovins et un éleveur de volailles. Les autres terres étaient exploitées dans le cadre de Gaec, dont les membres étaient domiciliés dans les communes voisines.

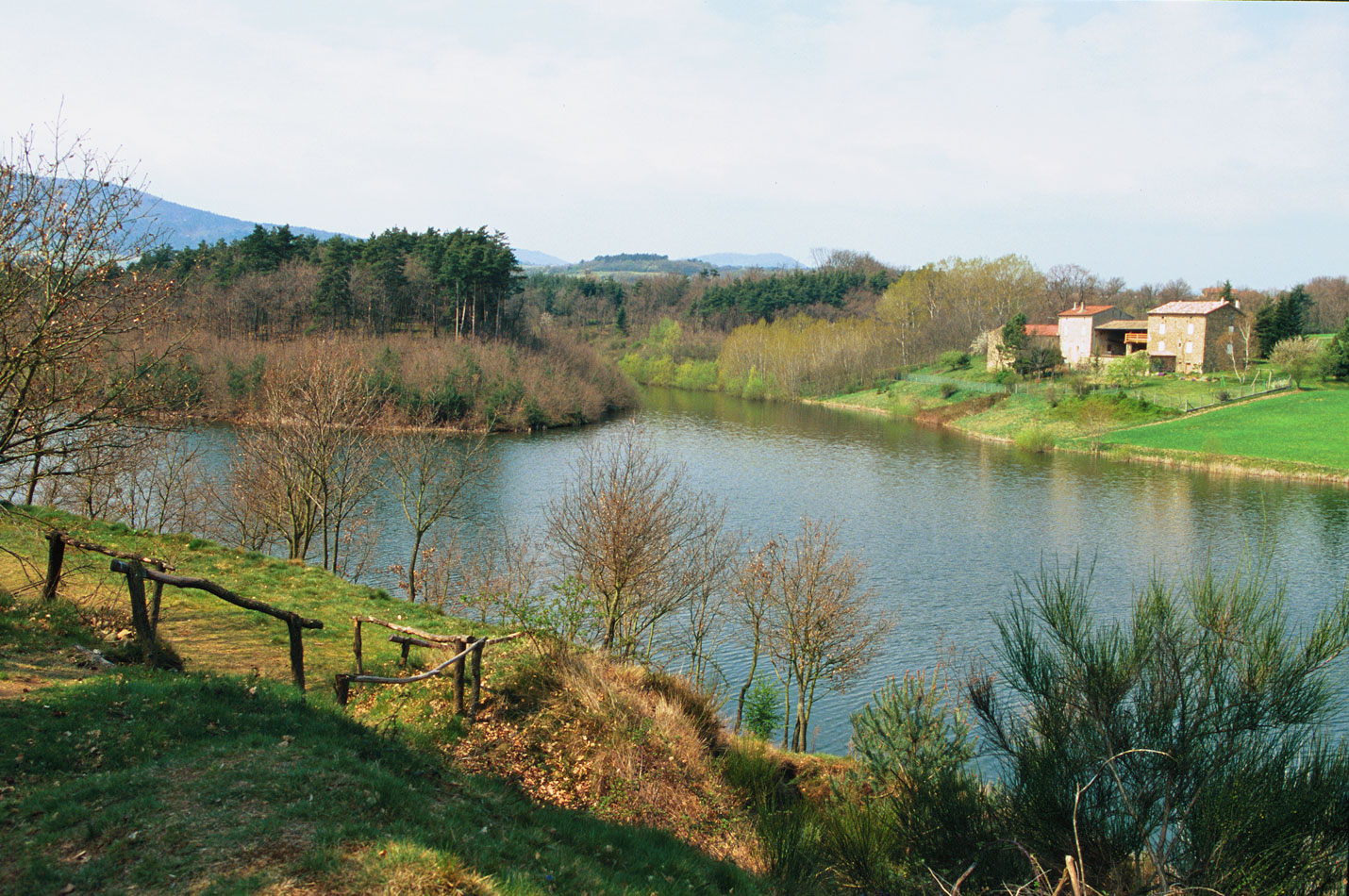
Un lac d'irrigation, mais aménagé aussi pour la promenade.

## Culture locale et patrimoine

### Patrimoine architectural
Une église de style roman
L'église paroissiale située au chef-lieu est dédiée à saint Georges. Aujourd'hui, elle n'affiche plus de fortifications particulières, mais ses réfections lui ont gardé un style roman. Son chœur et une curieuse chapelle adjacente sont sans doute les parties les plus anciennes, avec leurs murs épais et leurs pierres apparentes. La nef voûtée sur colonnes et ses murs moins épais semblent plus récents. Le clocher de forme carrée présente lui aussi des ouvertures de style roman.
Elle est un lieu de culte de la paroisse catholique Saint-François Régis (Ay-Daronne) et accueille une messe dominicale trimestrielle, des mariages et des funérailles. Les baptêmes se font dans d'autres églises de la paroisse.  Elle est entretenue et ouverte pour une visite, une prière...
Le village offre aussi comme monument une fontaine avec la statue de Jeanne d'Arc.

#### Patrimoine naturel
Le lac des Meinettes
En limite avec la commune de Cheminas, ce lac a été créé sur le ruisseau d'Ozon en 1990 pour l'irrigation des cultures alentour. Il occupe une surface respectable de 14 hectares. Ses 130 km de canalisations desservent plus de 120 irrigants sur 7 communes. Mais il a été aussi aménagé pour la promenade. Un sentier aménagé de 4 km permet d'en faire le tour, à pied ou en VTT, dans un sous-bois frais et tranquille. Des panneaux y présentent la diversité de la flore et de la faune. Au moment des migrations, le lac sert d'étape à de multiples espèces.

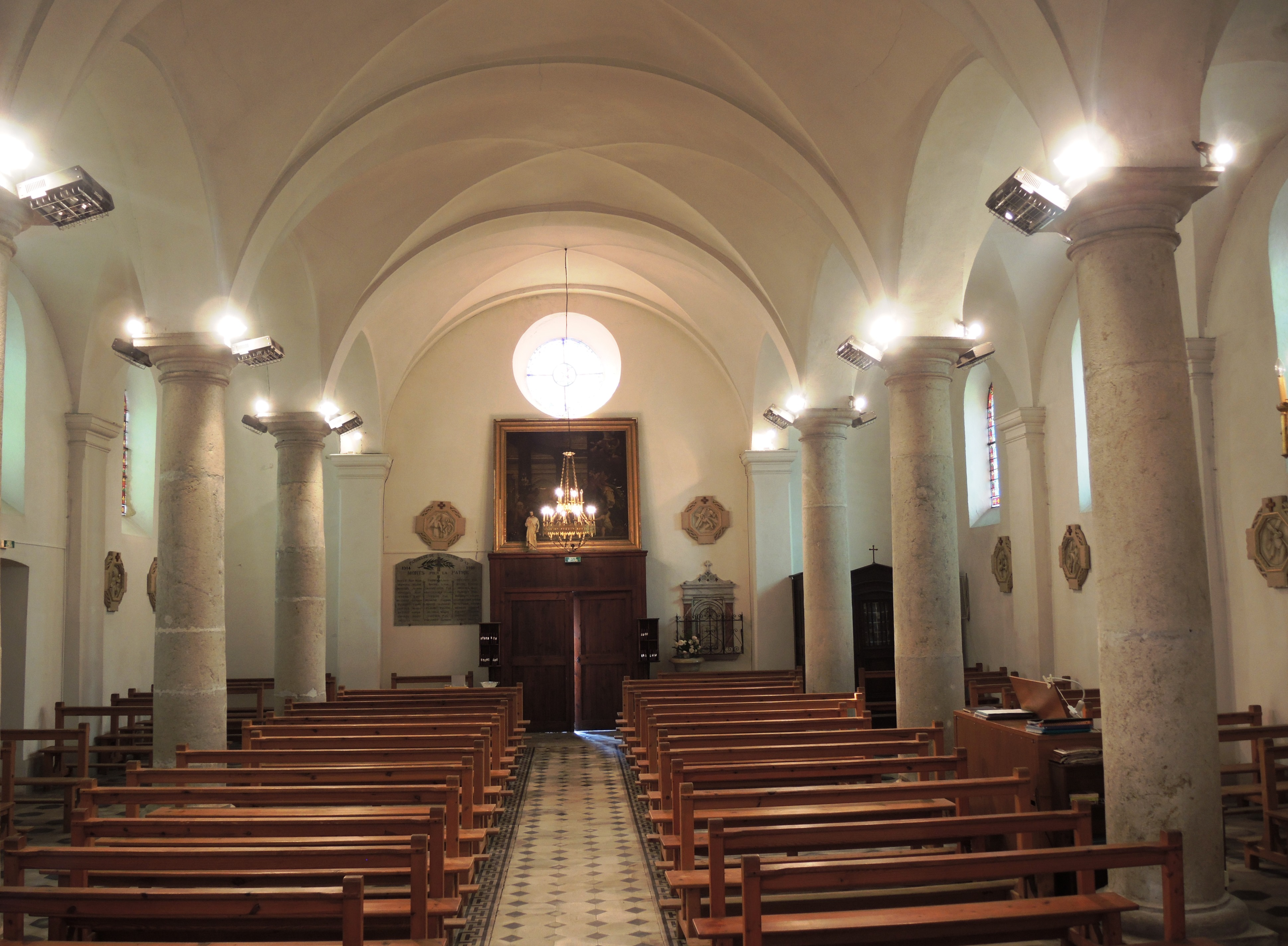
Une nef de style roman.
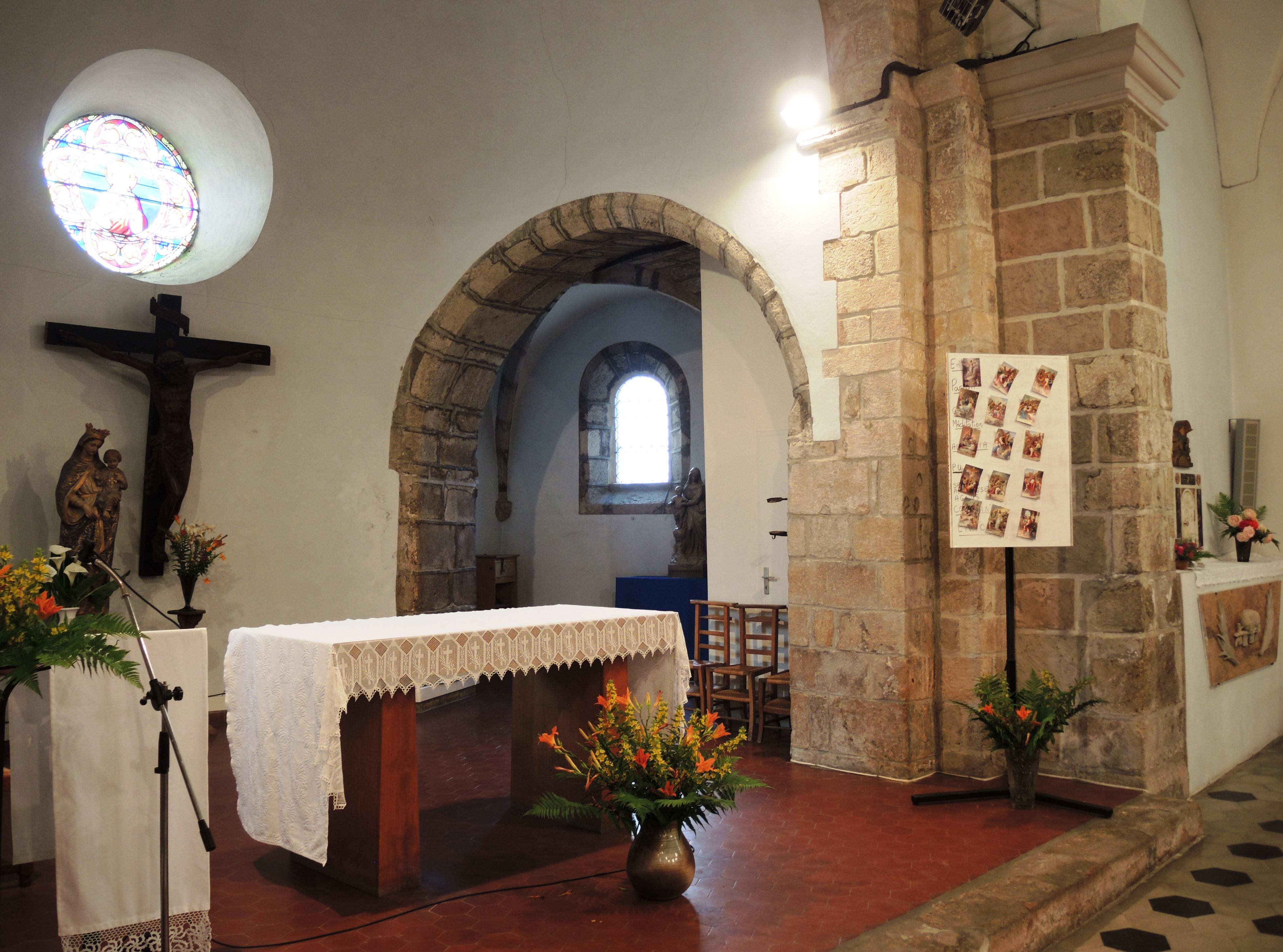
La partie sans doute la plus ancienne.
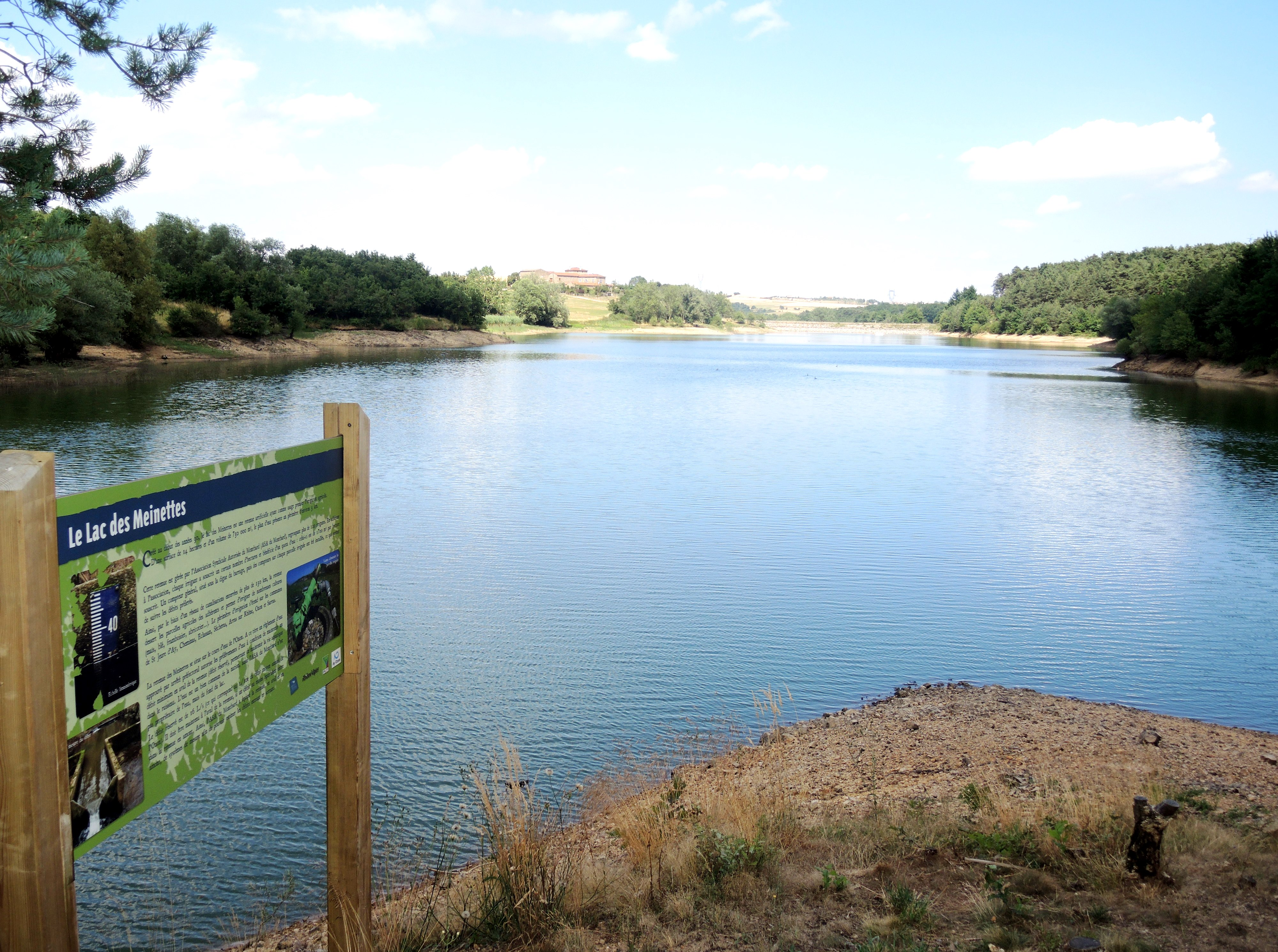
Des panneaux pédagogiques sont disposés au fil du sentier.
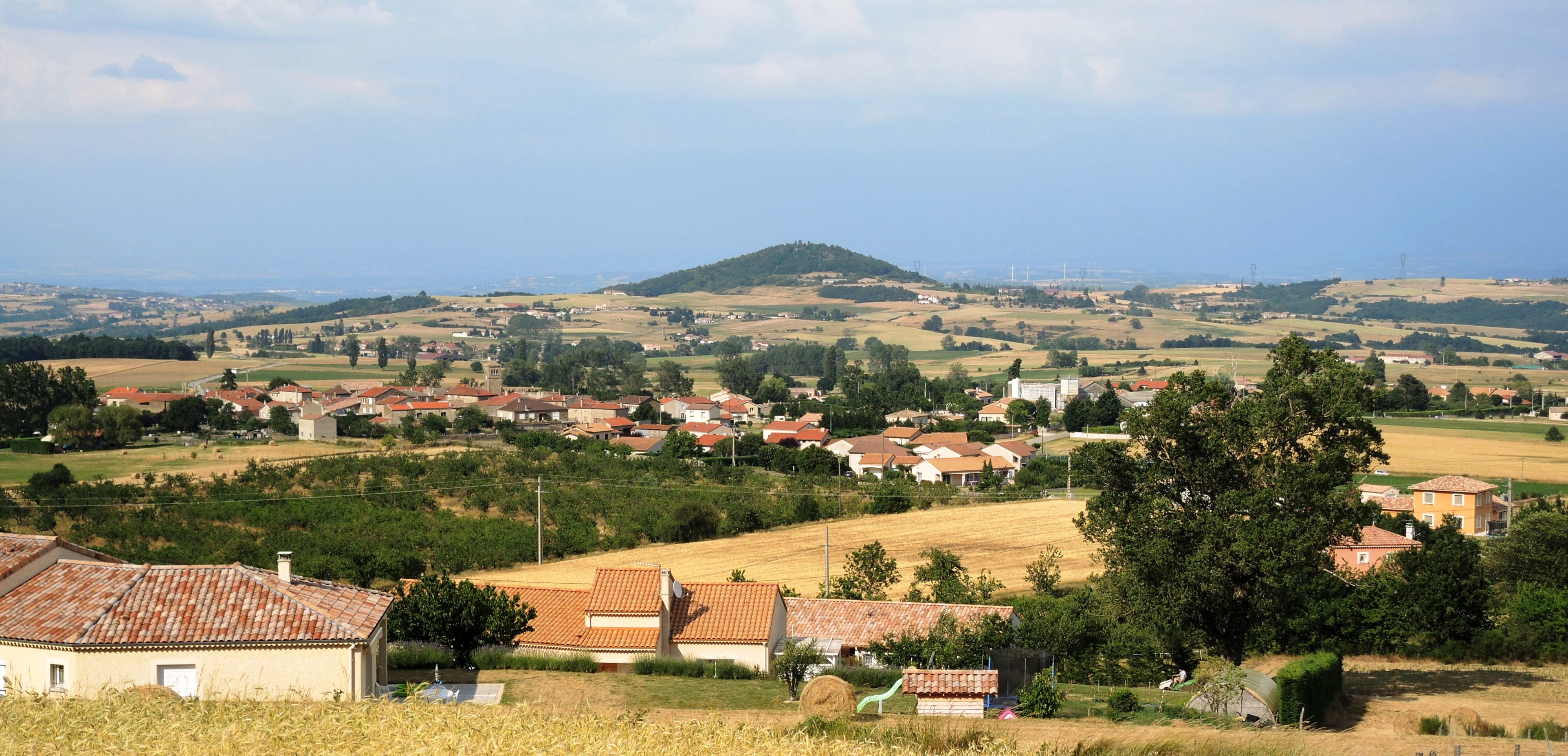
Un village de taille modeste sur un plateau agricole.

### Culture et activités
La commune possède une douzaine d'associations, qui rassemblent les jeunes, les anciens, les parents d'élèves, les sportifs... Un Comité des Fêtes regroupe tous les bénévoles volontaires dans les grandes occasions: par exemple construction de la salle des fêtes et organisation du Festival des Singes Heureux.

### Le Festival et le Tremplin des Singes Heureux

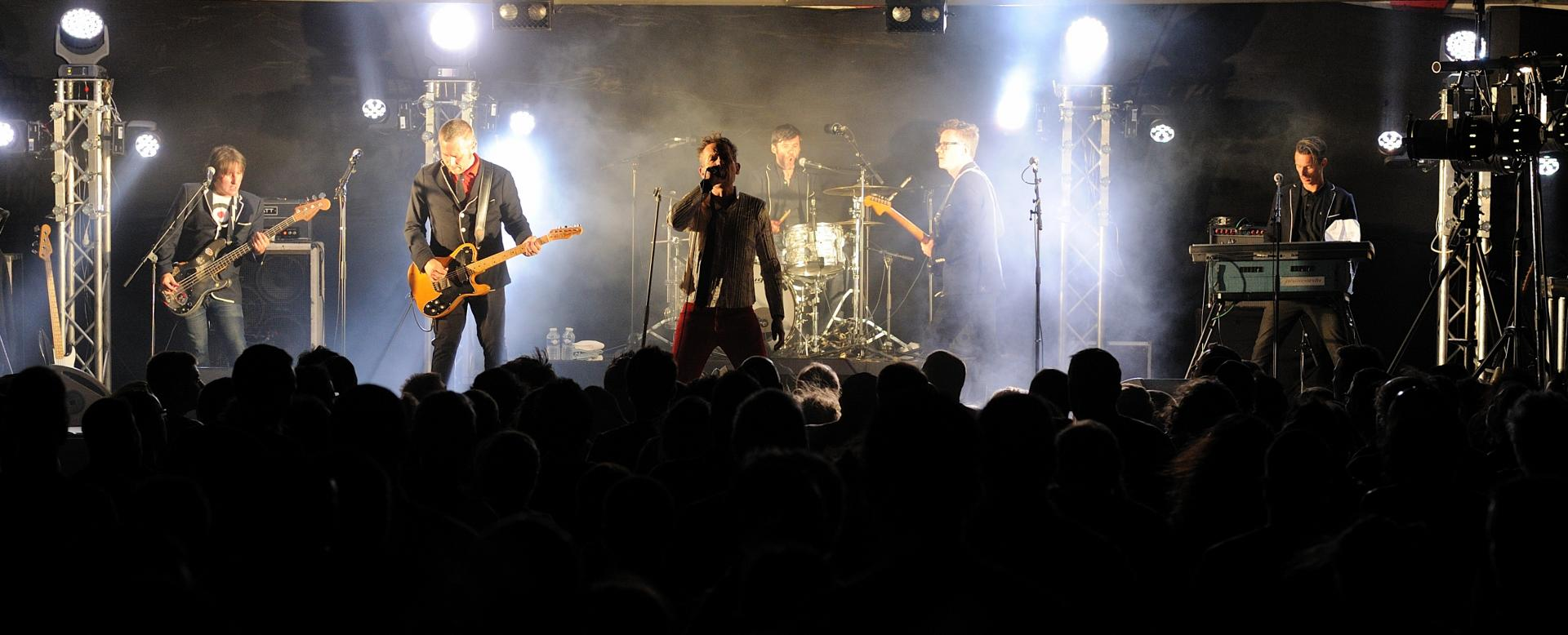
Un festival rock organisé par un regroupement de bénévoles.

Le Festival des Singes Heureux a été créé en 2002 et a rapidement connu le succès. Il rassemble régulièrement près de 1 000 amateurs de rock et de musiques actuelles, autour d'artistes reconnus et de valeurs montantes. Il alterne maintenant, la première année, le Festival au dernier week-end de juillet, avec, l'année suivante, le Tremplin au troisième week-end d'avril. Son organisation est entièrement assurée par des bénévoles locaux. Il fédère ainsi près de 80 personnes de tous âges, soit un pourcentage important de la population du village.